# Don McKinnon
Pour les articles homonymes, voir McKinnon.
Donald Charles McKinnon, dit Don McKinnon, né le 27 février 1939 à Blackheath en Londres, est un diplomate et homme politique néo-zélandais. Il a été vice-Premier ministre et ministre des Affaires étrangères de la Nouvelle-Zélande. Il fut Secrétaire général du Commonwealth de 2000 à 2008.

## Biographie
Il fit des études d'agriculture à l'Université Lincoln, en Nouvelle-Zélande, et devint fermier. En 1947, il devint agent immobilier. Il travailla également en tant qu'éducateur pour la réhabilitation dans les prisons.

### Carrière politique en Nouvelle-Zélande
Il entra en politique à la fin des années 1960, et fut élu député, représentant le Parti national (droite) en 1978. En 1987, il devint vice-dirigeant du parti. En 1990, il devint, au sein du gouvernement dirigé par le premier ministre Jim Bolger, vice-premier ministre, ministre des Affaires étrangères et du Commerce, et ministre des Affaires des îles du Pacifique. En tant que ministre, il coordonna l'entrée de la Nouvelle-Zélande au Conseil de sécurité des Nations unies, accrut la participation de son pays dans les affaires du Commonwealth, et participa aux efforts pour amener la paix dans le contexte de la guerre civile de Bougainville.
En 1996, le Parti national dut former une coalition avec le parti Nouvelle-Zélande d'abord pour conserver le pouvoir, et McKinnon dut céder le poste de vice-premier ministre à Winston Peters. Il conserva la direction des Affaires étrangères, et obtint le poste de ministre du Désarmement et du contrôle des armes. Il fut réélu député en 1999, mais céda bientôt son siège à Arthur Anae.

### Carrière politique internationale
En 1999, McKinnon fut élu Secrétaire général du Commonwealth par les chefs de gouvernements des États membres du Commonwealth des Nations, remplaçant à ce poste le Nigérian Emeka Anyaoku. McKinnon compléta un premier mandat de 2000 à 2004, et fut réélu pour un second mandat de 2004 à 2008, face au Sri Lankais Lakshman Kadirgamar. Étant limité à deux mandats, il céda la place en 2008 à l'Indien Kamalesh Sharma.
En qualité de Secrétaire général du Commonwealth, McKinnon présida à l'expulsion du Zimbabwe de Robert Mugabe, à la suspension des Fidji à la suite des coups d'État menés par George Speight en 2000 et Voreqe Bainimarama en 2006, ainsi qu'à la suspension du Pakistan à deux reprises.

## Sources
- Biographie sur le site du Commonwealth
- Biographie sur le site de la BBC
- McKinnon portrait unveiled by PM in London, New Zealand Herald, 8 janvier 2008